# Ida Njåtun
Ida Njåtun (* 6. Februar 1991 in Asker) ist eine ehemalige norwegische Eisschnellläuferin. Ihr größter Erfolg ist der Gewinn der Bronzemedaille bei der Mehrkampf-WM 2015.

## Karriere
Im Jugend- und Juniorenbereich gewann Njåtun ihre ersten nationalen Titel Mitte der 2000er Jahre. Nachdem sie auch im Erwachsenenbereich erfolgreich war – etwa mit vier zweiten Plätzen bei den Norwegischen Meisterschaften im Oktober 2009 –, erhielt sie ab der Saison 2009/10 erste Weltcupeinsätze. Im November 2010 gewann sie über drei Strecken (1000 Meter, 1500 Meter und 3000 Meter) den norwegischen Meistertitel und wurde 19-jährig beim Weltcup in Berlin über 1500 Meter erstmals Zweite. Mit einer Zeit von 1:57,99 Minuten hatte sie auf Siegerin Christine Nesbitt nur einen Rückstand von einer knappen Sekunde. Diesen Erfolg bezeichnete Njåtun als „ein wenig unwirklich“. Im Januar 2018 belegte sie in Erfurt, wiederum über 1500 Meter, den dritten Rang; dieses Mal eine Sekunde hinter Ireen Wüst. Daneben standen sieben weitere Top-3-Ergebnisse im Teamwettbewerb.
Bei Großereignissen platzierte sich Njåtun mehrmals in den Top Ten. Bei den Winterspielen in Sotschi 2014 erreichte sie als Sechste über 3000 Meter ihr bestes Olympiaergebnis; in der Teamverfolgung schied sie gemeinsam mit Hege Bøkko und Mari Hemmer im Viertelfinale aus und wurde Siebte. Vier Jahre später folgten in Pyeongchang unter anderem ein siebter Platz über 1500 Meter und Rang zehn auf der 1000-Meter-Distanz. Ihre einzige internationale Medaille bei einem Großereignis gewann Njåtun bei der Mehrkampf-WM 2015 in Calgary: Auf der Teilstrecke über 1500 Meter lief sie die schnellste Zeit aller Teilnehmerinnen und stellte in 1:52,71 Minuten einen norwegischen Landesrekord auf. Damit qualifizierte sie sich nach 2012 und 2013 zum dritten Mal für das Finale der besten acht Läuferinnen, wo ihre Leistung für den dritten Gesamtrang beim Sieg von Martina Sáblíková reichte. Nach einer von Krankheit geprägten Saison wurde Njåtuns Bronzemedaille – die erste Medaille einer Norwegerin bei Mehrkampfweltmeisterschaften seit über 30 Jahren – als Überraschung gewertet. Auf nationaler Ebene gewann Njåtun bis zum Jahr 2020 mehr als 40 Medaillen und sicherte sich dabei 31 norwegische Meistertitel.
Im März 2021 gab Njåtun ihren Rücktritt vom Spitzensport bekannt. Nach ihrem Karriereende arbeitete sie als Eisschnelllauf-Kommentatorin für Viaplay und nahm Anfang 2022 an der 13. Staffel der norwegischen Fernsehsendung Mesternes mester teil.

## Persönliche Bestzeiten Eisschnelllauf
| Distanz | Zeit    | Datum      | Bahn              | Ort                                |
| ------- | ------- | ---------- | ----------------- | ---------------------------------- |
| 500 m   | 38,69   | 02.03.2019 | Olympic Oval      | Calgary, Kanada                    |
| 1000 m  | 1:14,37 | 14.11.2015 | Olympic Oval      | Calgary, Kanada                    |
| 1500 m  | 1:52,71 | 08.03.2015 | Olympic Oval      | Calgary, Kanada                    |
| 3000 m  | 4:01,47 | 15.11.2013 | Utah Olympic Oval | Salt Lake City, Vereinigte Staaten |
| 5000 m  | 7:04,00 | 07.03.2015 | Olympic Oval      | Calgary, Kanada                    |

Im Adelskalender belegte Njåtun damit zum Zeitpunkt ihres Karriereendes 2021 als beste Norwegerin den 22. Rang. Zwischenzeitlich (2015) war sie auf dem zehnten Rang platziert.